# 高満洋子
高満 洋子（たかみつ ようこ、10月16日 - ）は、日本のシンガーソングライター、ミュージシャン。岡山県出身。血液型はA型。

## 経歴
- 1999年にメルダックレコードより、1stシングル『一秒の記憶/心のキレイ』でデビュー。
- シンガーソングライターで、担当楽器はピアノ(キーボード)、ボーカル、アコーディオン。ライブでは主に弾き語りスタイルで演奏する。
- 2007年にナムコ（後のバンダイナムコゲームス）発売の音楽ゲーム、「太鼓の達人」のオリジナル楽曲『エンジェル ドリーム』の歌唱を担当し、当作品のプレイヤーなどからも注目を集める。
- 2008年に、2ndアルバムのタイトル曲『妄黙のカラス』が、NHKで放送の特番ドキュメンタリー「不屈の者たちへ」のテーマソングとして起用される。
- 2002年以降は活動の場をインディーズに移している。現在はミュージシャンとして活動する傍ら、地方局の、テレビ・ラジオのパーソナリティーとしても活躍中。

## ディスコグラフィー
シングル
1. 一秒の記憶/心のキレイ（1999年2月24日）
2. 私ガ泣イタ（2002年）
3. 心のキレイ（2004年8月1日）

アルバム
1. Please go back day（1999年3月25日）
2. 妄黙のカラス（2007年10月）
3. 紡ぐ（2007年10月）
4. 心の海（2011年2月10日）
海遊館イルミネーションファンタジーCM、イメージソング「心の海」を収録したミニアルバム
5. Tsukiyominohikari（2012年9月12日）
同日より9月17日まで開演された、高満自身が音楽プロデュース・演奏を担当、出演もした、下村和啓が脚本・演出・プロデュースの舞台『ツキヨミノヒカリ』のサウンドトラック

他作品への参加
- 『太鼓の達人』シリーズ
『エンジェル ドリーム』（歌唱）、『風のファンタジー』（歌唱・作詞）、『パステル ドリーム』（歌唱）